# Lemwerder
Lemwerder er en kommune i den sydlige del af i Landkreis Wesermarsch i den tyske delstat Niedersachsen.

## Geografi
Kommunen Lemwerder ligger i den sydlige del af Wesermarsch på den venstre side af floden Weser, over for Bremenbydelen Vegesack. Området er en del af det historiske landsskab Stedingen, der hovedsageligt omfattede Lemwerder og nabokommunen Berne.

### Nabokommuner
Kommunen grænser mod nordvests til Berne, mod nordøst og øst til Weser. Mod sydøst grænser den til Bremen, mod syd til den kreisfri by Delmenhorst og mod sydvest til kommunen Ganderkesee.

### Inddeling
I kommunen Lemwerder ligger følgende 19 bydele landsbyer og bebyggelser:
| - Altenesch - Bardewisch - Bardewischermoor - Barschlüte - Braake - Butzhausen - Deichshausen - Dunwarden - Dunwarderfelde - Hörspe | - Husum - Krögerdorf - Krögerdorfermoor - Lemwerder - Ochtum - Ritzenbüttel - Sannau - Süderbrok - Tecklenburg |